# 玛格丽特·德里达
玛格丽特·德里达（法語：Marguerite Derrida，1932年7月7日—2020年3月21日），法国精神分析学家、翻译家。她的丈夫是阿尔及利亚裔法国哲学家雅克·德里达。

## 生平
1932年生于布拉格。父亲古斯塔夫·奥库蒂里耶是一名记者，母亲玛丽·阿尔弗里是捷克人。她在巴黎精神分析学会学习，并将梅兰妮·克莱因的许多作品翻译成法语。1960年代，她跟随安德烈·勒儒瓦-高汉。
1957年6月9日，她与雅克·德里达在美国马萨诸塞州剑桥结婚。育有两个孩子，分别是作家皮埃尔·阿尔弗里，以及人类学家让·德里达。她曾在两部纪录片里亮相。她在片中谈及了其夫在里斯-奥朗吉斯的生活状况。
2020年3月21日因感染新冠病毒在巴黎的罗斯柴尔德基金会退休之家逝世。